# تیم ملی فوتبال زیر ۱۷ سال لسوتو
تیم ملی فوتبال زیر ۱۷ سال لسوتو نماینده لسوتو در رقابت‌های بین‌المللی نوجوانان است. این تیم زیر نظر اتحادیه فوتبال لسوتو فعالیت می‌کند و در رقابت‌هایی مانند جام زیر ۱۷ سال کوسافا و قهرمانی زیر ۱۷ سال آفریقا شرکت می‌کند.